# Xã O'Fallon, Quận St. Charles, Missouri
Xã O'Fallon (tiếng Anh: O'Fallon Township) là một xã thuộc quận St. Charles, tiểu bang Missouri, Hoa Kỳ. Năm 2010, dân số của xã này là 26.560 người.